# Jindřich V. Meklenburský

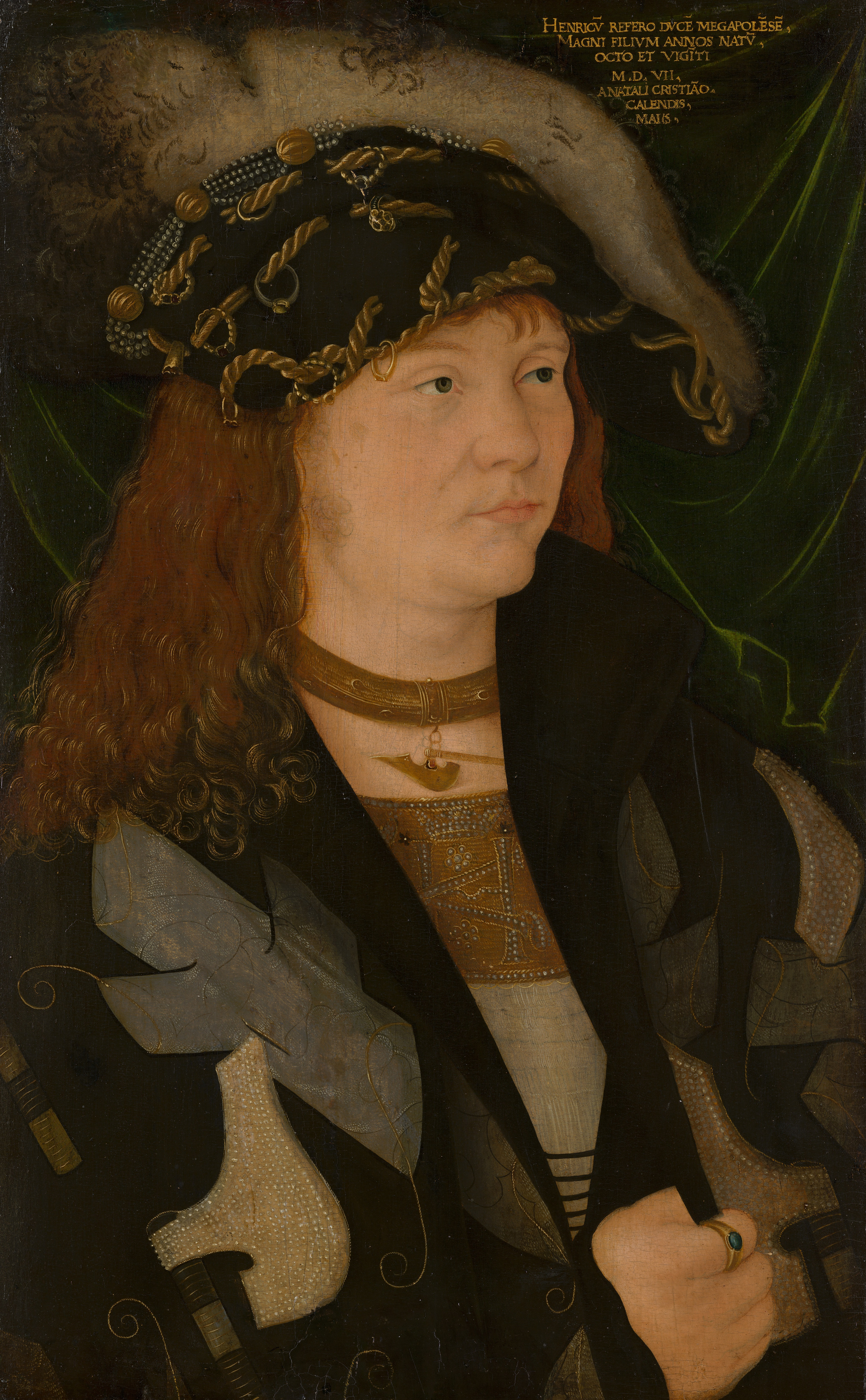
Portrét Jindřicha V., připisovaný Jacopovi de’ Barbari

Jindřich V. Meklenburský (zvaný Mírumilovný; 3. května 1479 – 6. února 1552, Schwerin) byl od roku 1503 meklenburským vévodou.

## Život
Jindřich se narodil jako prvorozený syn vévody Magnuse II. Meklenburského a jeho manželky Žofie Pomořanské.
Od roku 1503 vládl společně se svými mladšími bratry Erikem II. a Albrechtem VII. a strýcem Baltazarem. Baltazar zemřel 16. března 1507 a Erik 22. prosince 1508, oba bez dědiců, a Jindřich s Albrechtem se tak stali jedinými vládci nad Meklenburskem. Nejdříve vládli společně. Albrecht opakovaně prosazoval rozdělení území Meklenburska, což bylo nakonec dohodnuto ve sněmovní smlouvě z Neubrandenburgu, zpečetěné 7. května 1520. Smlouva stanovila Jindřichovu vládu ve Schwerinu a Albrechtovu v Güstrow, bez faktického rozdělení země.
Právě za vlády bratrů Jindřicha a Albrechta zahájil Martin Luther reformaci, která si v Meklenbursku rychle našla příznivce. Luteránská doktrína tam byla hlásána víceméně otevřeně již v roce 1523 a možná ještě dříve. Vévoda Jindřich od počátku luteránskou doktrínu podporoval, zpočátku velmi opatrně, ale po Augsburském říšském sněmu v roce 1530 již otevřeněji. S Lutherem si začal dopisovat v roce 1524, a Luther mu poslal učitele a kazatele.
Jindřich se 12. června 1526 připojil k luteránské knížecí lize z Torgau a v roce 1532 veřejně vystoupil jako příznivec Luthera. Jeho postavení ho vedlo k tomu, aby dal nové nauce pevnou vnější i vnitřní organizaci, a tak požádal superintendenta Johanna Rieblinga, kterého mu Luther doporučil v roce 1537, aby vypracoval církevní řád, katechismus a agendu. Po zbytek své vlády se zabýval organizací luteránské církve.
Po Lutherově smrti v Německu došlo k náboženské válce. Jindřich se však neúčastnil; přestože byl protestantským knížetem, nebyl členem Šmalkaldského spolku. Jindřich schválil rozhodnutí meklenburských stavů z července 1549, které formálně uznaly luterskou doktrínu. Zemřel 6. února 1552 ve věku 72 let s pověstí zbožného a mírumilovného prince.

## Manželství a potomci
Jindřich byl ženatý třikrát. Poprvé se oženil 12. prosince 1505 v šestadvaceti letech s o devět let mladší Uršulou, nejmladší dcerou braniborského kurfiřta Jana Cicera. Manželé spolu měli tři dětiː
- Žofie Meklenburská (1508–1541), ⚭ 1528 Arnošt I. Brunšvicko-Lüneburský (27. června 1497 – 11. ledna 1546)
- Magnus III. Meklenbursko-Schwerinský (4. července 1509 – 28. ledna 1550), administrátor biskupství ve Zvěříně, ⚭ 1543 Alžběta Dánská (14. října 1524 – 15. října 1586)
- Uršula Meklenburská (30. srpna 1510 – 22. dubna 1586), abatyše v Ribnitzu

Uršula Braniborská zemřela 18. září 1510, několik týdnů po narození dcery Uršuly. Jindřich se znovu oženil o tři roky později, 12. června 1513. Druhou manželkou čtyřiatřicetiletého vévody se stala dvacetiletá Helena Falcká, dcera falckého kurfiřta Filipa. Se druhou manželkou měl Jindřich další tři dětiː
- Filip Meklenburský (12. září 1514 – 4. ledna 1557), vévoda meklenbursko-zvěřínský, svobodný a bezdětný
- Markéta Meklenburská (8. dubna 1515 – 30. srpna 1559), ⚭ 1537 Jindřich II. Minsterberský (29. března 1507 – 2. srpna 1548), minsterberský, olešnický a bernštatský kníže
- Kateřina Meklenburská (14. dubna 1518 – 17. listopadu 1581), ⚭ 1538 Fridrich III. Lehnický (22. února 1520 – 15. prosince 1570), lehnický, břežský a volovský kníže

Třetí manželství uzavřel 27 let po smrti Heleny, 14. května 1551, s Uršulou, dcerou Magnuse I. Sasko-Lauenburského a jeho manželky Kateřiny Brunšvicko-Wolfenbüttelské. Toto manželství zůstalo bezdětné.

## Vývod z předků
|                          |                                     |  |                       |                              |  |  |  |  |  |  |  | Magnus I. Meklenburský |
|                          |                                     |  |                       |                              |  |  |  |  |  |  |  |                        |
|                          | Jan IV. Meklenburský                |  |                       |                              |  |  |  |  |  |  |  |                        |
|                          |                                     |  |                       |                              |  |  |  |  |  |  |  |                        |
|                          |                                     |  |                       | Alžběta Pomořanská           |  |  |  |  |  |  |  |                        |
|                          |                                     |  |                       |                              |  |  |  |  |  |  |  |                        |
|                          | Jindřich IV. Meklenburský           |  |                       |                              |  |  |  |  |  |  |  |                        |
|                          |                                     |  |                       |                              |  |  |  |  |  |  |  |                        |
|                          |                                     |  |                       | Erik IV. Sasko-Lauenburský   |  |  |  |  |  |  |  |                        |
|                          |                                     |  |                       |                              |  |  |  |  |  |  |  |                        |
|                          | Kateřina Sasko-Lauenburská          |  |                       |                              |  |  |  |  |  |  |  |                        |
|                          |                                     |  |                       |                              |  |  |  |  |  |  |  |                        |
|                          |                                     |  |                       | Žofie Brunšvicko-Lüneburská  |  |  |  |  |  |  |  |                        |
|                          |                                     |  |                       |                              |  |  |  |  |  |  |  |                        |
|                          | Magnus II. Meklenburský             |  |                       |                              |  |  |  |  |  |  |  |                        |
|                          |                                     |  |                       |                              |  |  |  |  |  |  |  |                        |
|                          |                                     |  |                       | Fridrich V. Norimberský      |  |  |  |  |  |  |  |                        |
|                          |                                     |  |                       |                              |  |  |  |  |  |  |  |                        |
|                          | Fridrich I. Braniborský             |  |                       |                              |  |  |  |  |  |  |  |                        |
|                          |                                     |  |                       |                              |  |  |  |  |  |  |  |                        |
|                          |                                     |  |                       | Alžběta Míšeňská             |  |  |  |  |  |  |  |                        |
|                          |                                     |  |                       |                              |  |  |  |  |  |  |  |                        |
|                          | Dorotea Braniborská                 |  |                       |                              |  |  |  |  |  |  |  |                        |
|                          |                                     |  |                       |                              |  |  |  |  |  |  |  |                        |
|                          |                                     |  |                       | Fridrich Bavorský            |  |  |  |  |  |  |  |                        |
|                          |                                     |  |                       |                              |  |  |  |  |  |  |  |                        |
|                          | Alžběta Bavorská                    |  |                       |                              |  |  |  |  |  |  |  |                        |
|                          |                                     |  |                       |                              |  |  |  |  |  |  |  |                        |
|                          |                                     |  |                       | Maddalena Visconti           |  |  |  |  |  |  |  |                        |
|                          |                                     |  |                       |                              |  |  |  |  |  |  |  |                        |
| Jindřich V. Meklenburský |                                     |  |                       |                              |  |  |  |  |  |  |  |                        |
|                          |                                     |  |                       |                              |  |  |  |  |  |  |  |                        |
|                          |                                     |  | Barnim VI. Pomořanský |                              |  |  |  |  |  |  |  |                        |
|                          |                                     |  |                       |                              |  |  |  |  |  |  |  |                        |
|                          | Vartislav IX. Pomořanský            |  |                       |                              |  |  |  |  |  |  |  |                        |
|                          |                                     |  |                       |                              |  |  |  |  |  |  |  |                        |
|                          |                                     |  |                       | Veronika Hohenzollernská     |  |  |  |  |  |  |  |                        |
|                          |                                     |  |                       |                              |  |  |  |  |  |  |  |                        |
|                          | Erik II. Pomořanský                 |  |                       |                              |  |  |  |  |  |  |  |                        |
|                          |                                     |  |                       |                              |  |  |  |  |  |  |  |                        |
|                          |                                     |  |                       | Erik IV. Sasko-Lauenburský   |  |  |  |  |  |  |  |                        |
|                          |                                     |  |                       |                              |  |  |  |  |  |  |  |                        |
|                          | Žofie Sasko-Lauenbursko-Ratzeburská |  |                       |                              |  |  |  |  |  |  |  |                        |
|                          |                                     |  |                       |                              |  |  |  |  |  |  |  |                        |
|                          |                                     |  |                       | Žofie Brunšvicko-Lüneburská  |  |  |  |  |  |  |  |                        |
|                          |                                     |  |                       |                              |  |  |  |  |  |  |  |                        |
|                          | Žofie Pomořanská                    |  |                       |                              |  |  |  |  |  |  |  |                        |
|                          |                                     |  |                       |                              |  |  |  |  |  |  |  |                        |
|                          |                                     |  |                       | Bogislav VIII. Pomořanský    |  |  |  |  |  |  |  |                        |
|                          |                                     |  |                       |                              |  |  |  |  |  |  |  |                        |
|                          | Bogislav IX. Pomořanský             |  |                       |                              |  |  |  |  |  |  |  |                        |
|                          |                                     |  |                       |                              |  |  |  |  |  |  |  |                        |
|                          |                                     |  |                       | Žofie Holštýnsko-Rendsburská |  |  |  |  |  |  |  |                        |
|                          |                                     |  |                       |                              |  |  |  |  |  |  |  |                        |
|                          | Žofie Pomořanská                    |  |                       |                              |  |  |  |  |  |  |  |                        |
|                          |                                     |  |                       |                              |  |  |  |  |  |  |  |                        |
|                          |                                     |  |                       | Zemovít IV. Mazovský         |  |  |  |  |  |  |  |                        |
|                          |                                     |  |                       |                              |  |  |  |  |  |  |  |                        |
|                          | Marie Mazovská                      |  |                       |                              |  |  |  |  |  |  |  |                        |
|                          |                                     |  |                       |                              |  |  |  |  |  |  |  |                        |
|                          |                                     |  |                       | Alexandra Litevská           |  |  |  |  |  |  |  |                        |
|                          |                                     |  |                       |                              |  |  |  |  |  |  |  |                        |